# Fimbristylis sphaerocephala
Fimbristylis sphaerocephala är en halvgräsart som beskrevs av George Bentham. Fimbristylis sphaerocephala ingår i släktet Fimbristylis och familjen halvgräs. Inga underarter finns listade i Catalogue of Life.